# الکس سولر-روج
الکس سولر-روج (اسپانیایی: Alex Soler-Roig‎؛ زادهٔ ۲۹ اکتبر ۱۹۳۱ در بارسلون، کاتالونیا) رانندهٔ سابق مسابقات اتومبیل‌رانی فرمول یک اهل اسپانیا است که از فصل ۱۹۷۰ تا ۱۹۷۲ در مجموع در ۱۰ گراند پری شرکت کرد، اما موفق به کسب هیچ امتیازی نشد